# UCI kontinentalhold
UCI kontinentalhold er den tredjehøjeste kategori for herrecykelhold ifølge UCI. Kategorien blev oprettet i 2005, og holdene er er et niveau under UCI WorldTeams og UCI ProTeams, og deltager i landevejscykelløbene i UCI Continental Circuits (UCI Africa Tour, UCI America Tour, UCI Asia Tour, UCI Europe Tour, UCI Oceania Tour) og UCI ProSeries.
Holdene skal have mellem 8 og 16 ryttere, men kan også tilknytte op til fire ryttere fra andre cykeldiscipliner end landevejscykling. De fleste ryttere skal være under 28 år. Kontinentalhold er tilmeldt deres nationale cykelforbund.